# Oficina Nacional de Normalización (Cuba)
La Oficina Nacional de Normalización, más conocida por sus siglas NC, es el organismo cubano encargado de dar representación al país ante las instituciones y organizaciones en el ámbito internacional y regional, en relación con las actividades de normalización, metrología, y calidad, asumiendo las responsabilidades, obligaciones y compromisos que de ello se deriven, así como programar, organizar y controlar, la participación de la economía nacional del país, en los trabajos de elaboración y adopción de normas de dichas organizaciones y oficinas internacionales, tales como las que se citan seguidamente:
- Organización Internacional de Normalización ---> (ISO)[1]
- Comisión del Codex Alimentarius ---> (Codex)
- Organización Internacional de Metrología Legal ---> (OIML)
- Comisión Electrotécnica Internacional ---> (IEC)
- Oficina Internacional de Pesas y Medidas ---> (BIPM)
- Comisión Panamericana de Normas Técnicas ---> (COPANT)[2]
- Cooperación Interamericana de Acreditación ---> (IAAC)
- Conferencia Internacional de Acreditación de Laboratorios ---> (ILAC)
- Cooperación Euroasiática de las Instituciones Nacionales de Metrología ---> (COOMET)
- Fundación Iberoamericana para la Gestión de la Calidad ---> (FUNDIBQ)
- Obstáculos Técnicos al Comercio de la Organización Mundial del Comercio ---> (OTC/OMC).